# Saint-Mard-sur-Auve
Saint-Mard-sur-Auve is een gemeente in het Franse departement Marne (regio Grand Est) en telt 54 inwoners (2009). De plaats maakt deel uit van het arrondissement Sainte-Menehould.

## Geografie
De oppervlakte van Saint-Mard-sur-Auve bedraagt 10,3 km², de bevolkingsdichtheid is dus 5,2 inwoners per km².
De onderstaande kaart toont de ligging van Saint-Mard-sur-Auve met de belangrijkste infrastructuur en aangrenzende gemeenten.

## Demografie
Onderstaande figuur toont het verloop van het inwonertal (bron: INSEE-tellingen).